# Сектантство
Сектантство — сукупність релігійних організацій і груп, що відрізняються певною ворожістю до інакомислячих, схильністю до фанатизму і догматизму, які на грунті антицерковного або соціального протесту відокремилися від будь-яких світових релігій і панівних церков, і налаштовані по відношенню до них вороже або опозиційно.
Для сектантства властивий індивідуалізм, який з одного боку поєднується з окремими положеннями містичного пантеїзму, а з іншого боку — раціоналізму.
До сектантства відносяться релігійні течії з іншої відмінною від незмінного релігійного першоджерела трактуванням Біблії, Тори і т. ін. Те, що в Середні століття на церковній мові позначалося як «єресь».